# Breitwangerhof
Breitwangerhof ist ein Gemeindeteil der Gemeinde Genderkingen im Landkreis Donau-Ries (Regierungsbezirk Schwaben, Bayern).

## Geographie
Die Einöde liegt 500 Meter südlich der Donau und knapp zwei Kilometer nördlich des Gemeindezentrums, zu dem eine Gemeindeverbindungsstraße führt.

## Geschichte
Das Anwesen ist 1427 erstmals als „Praitwang Feldgut“ urkundlich erwähnt, der Name erklärt sich als „Hof im breiten Wang“ (im Grasgefilde). Grundherr war ab 1507 das Kloster Kaisheim. Das Anwesen ist nachgewiesen seit 1694 in gleichem Familienbesitz, auch wenn sich der Name der Eigentümer durch Übergabe an Töchter mehrfach geändert hat. Erhalten ist der Grundstein vom (nicht erhaltenen) Wohnhausbau des Jahres 1747 mit den Initialen von Maria Anna und Josef Lauter. Breitwangerhof gehört seit den Gemeindeedikten von 1808 und 1818 zum Steuerbezirk beziehungsweise zur Gemeinde Genderkingen. Ursprünglich dem Pfarrsprengel Schäfstall zugeordnet, erfolgte 1810 der Wechsel zur Pfarrei Genderkingen.